# エンドスウィープ
エンドスウィープ (End Sweep) とは競走馬、種牡馬である。種牡馬としてアメリカ合衆国で供用後、日本・オーストラリア両国でのシャトル種牡馬として活躍した。

## 略歴
競走馬時代はアメリカ合衆国、カナダで走り、ハイランダーステークス、ジャージーショアブリーダーズカップステークス（米G3）などを勝った。
種牡馬としては2000年に日本での供用が開始されたが2002年に急逝してしまったため（死因は転倒に伴う負傷の悪化による安楽死）、日本で供用後に誕生した産駒はわずか3世代と限られている。日本で交配・誕生した産駒以外には、日本での供用開始以前にアメリカ合衆国産の外国産馬として日本に入ってきた産駒がいる。
産駒の傾向としては仕上がり早であり、2歳戦・3歳戦から活躍する。産駒にはスピード能力に秀でるものが多い。2004年の平均勝ち距離は芝1529m、ダート1402mであった。
2002年の産駒からは、桜花賞、NHKマイルカップを制し、牝馬初の変則2冠を達成したラインクラフトが誕生し、翌年の2003年にデビューした産駒は勝ち上がり率で0.390を残し、JRAの2歳リーディングサイヤーランキングでもサンデーサイレンス・フジキセキ・サクラバクシンオーに次ぐ4位に入っている。翌2004年にはJRAリーディング6位、2005年には11位の成績を残した。アドマイヤムーンなど2003年生まれの産駒が最後の世代となる。

## 代表産駒
- 1996年産
  - ナニーズスウィープ（サンタモニカハンデキャップ）
  - サウスヴィグラス（JBCスプリント、根岸ステークス2回、北海道スプリントカップ2回、かきつばた記念、黒船賞、クラスターカップ）
- 1997年産
  - スウェプトオーヴァーボード（メトロポリタンハンデキャップ、エンシェントタイトルブリーダーズカップハンデキャップ）
  - トリッピ（ヴォスバーグステークス）
  - プリサイスエンド（ベイショアS(米G3)）
  - アルーリングアクト（小倉3歳ステークス）
- 1998年産
  - ダークエンディング（セリーニステークス）[2]
- 2000年産
  - アグネスウイング（シリウスステークス）
- 2001年産
  - スイープトウショウ（秋華賞、宝塚記念、エリザベス女王杯、京都大賞典、チューリップ賞、ファンタジーステークス）
  - フォーカルポイント（京成杯）
  - スウィープザボード（南部駒賞）
  - セトノヒット（ファイナルグランプリ、二十四万石賞、金杯）
- 2002年産
  - ラインクラフト（桜花賞、NHKマイルカップ、ファンタジーステークス、フィリーズレビュー、阪神牝馬ステークス）
  - アブソルートダンス（栄冠賞）
- 2003年産
  - アドマイヤムーン（ドバイデューティーフリー、宝塚記念、ジャパンカップ、京都記念、札幌記念、弥生賞、札幌2歳ステークス、共同通信杯）
  - フサイチミライ（兵庫サマークイーン賞、トゥインクルレディー賞、園田チャレンジカップ）

### 母の父としての代表産駒
- 2003年産
  - アルーリングボイス（小倉2歳ステークス、ファンタジーステークス）
- 2007年産
  - ゲシュタルト（京都新聞杯）
- 2009年産
  - ナムラビクター（アンタレスステークス）
- 2011年産
  - トーセンスターダム（トゥーラックハンデキャップ、エミレーツステークス、きさらぎ賞、チャレンジカップ）

- 2015年産
  - センテリュオ（オールカマー）
- 2018年産
  - デュアリスト（兵庫ジュニアグランプリ）

## 血統表
| エンドスウィープの血統                       | エンドスウィープの血統                    | エンドスウィープの血統                    | （血統表の出典）                          | （血統表の出典） |
| 父系                                         | ミスタープロスペクター系                  | ミスタープロスペクター系                  | ミスタープロスペクター系                  | [ § 2 ]          |
| 父 *フォーティナイナー Forty Niner 1985 栗毛 | 父の父Mr. Prospector 1970 鹿毛            | Raise a Native                            | Native Dancer                             | Native Dancer    |
| 父 *フォーティナイナー Forty Niner 1985 栗毛 | 父の父Mr. Prospector 1970 鹿毛            | Raise a Native                            | Raise You                                 |                  |
| 父 *フォーティナイナー Forty Niner 1985 栗毛 | 父の父Mr. Prospector 1970 鹿毛            | Gold Digger                               | Nashua                                    | Nashua           |
| 父 *フォーティナイナー Forty Niner 1985 栗毛 | 父の父Mr. Prospector 1970 鹿毛            | Gold Digger                               | Sequence                                  |                  |
| 父 *フォーティナイナー Forty Niner 1985 栗毛 | 父の母File 1976 栗毛                      | Tom Rolfe                                 | Ribot                                     | Ribot            |
| 父 *フォーティナイナー Forty Niner 1985 栗毛 | 父の母File 1976 栗毛                      | Tom Rolfe                                 | Pocahontas                                |                  |
| 父 *フォーティナイナー Forty Niner 1985 栗毛 | 父の母File 1976 栗毛                      | Continue                                  | Double Jay                                | Double Jay       |
| 父 *フォーティナイナー Forty Niner 1985 栗毛 | 父の母File 1976 栗毛                      | Continue                                  | Courtesy                                  |                  |
| 母 Broom Dance 1979 鹿毛                     | 母の父Dance Spell 1973 鹿毛               | Northern Dancer                           | Nearctic                                  | Nearctic         |
| 母 Broom Dance 1979 鹿毛                     | 母の父Dance Spell 1973 鹿毛               | Northern Dancer                           | Natalma                                   |                  |
| 母 Broom Dance 1979 鹿毛                     | 母の父Dance Spell 1973 鹿毛               | Obeah                                     | Cyane                                     | Cyane            |
| 母 Broom Dance 1979 鹿毛                     | 母の父Dance Spell 1973 鹿毛               | Obeah                                     | Book of Verse                             |                  |
| 母 Broom Dance 1979 鹿毛                     | 母の母Witching Hour 1960 鹿毛             | Thinking Cap                              | Rosemont                                  | Rosemont         |
| 母 Broom Dance 1979 鹿毛                     | 母の母Witching Hour 1960 鹿毛             | Thinking Cap                              | Camargo                                   |                  |
| 母 Broom Dance 1979 鹿毛                     | 母の母Witching Hour 1960 鹿毛             | Enchanted Eve                             | Lovely Night                              | Lovely Night     |
| 母 Broom Dance 1979 鹿毛                     | 母の母Witching Hour 1960 鹿毛             | Enchanted Eve                             | Poupee F-No.4-r                           |                  |
| 母系(F-No.)                                  | 4号族(FN:4-r)                             | 4号族(FN:4-r)                             | 4号族(FN:4-r)                             | [ § 3 ]          |
| 5代内の近親交配                              | Native Dancer4×5=9.38% Nasrullah5×5=6.25% | Native Dancer4×5=9.38% Nasrullah5×5=6.25% | Native Dancer4×5=9.38% Nasrullah5×5=6.25% | [ § 4 ]          |
| 出典                                         | 1. 2. 3. 4.                               | 1. 2. 3. 4.                               | 1. 2. 3. 4.                               | 1. 2. 3. 4.      |